# Проничева, Екатерина Владимировна
Екатерина Владимировна Проничева (26 мая 1977, Мелитополь, Запорожская область, СССР) — российский культурный деятель, генеральный директор Владимиро-Суздальского музея-заповедника (с 4 июля 2022 года). Председатель комитета по туризму города Москвы (2018—2022), генеральный директор АО «ВДНХ» (2015—2018).

## Биография
Екатерина Проничева родилась 26 мая 1977 года в Петрозаводске. Её отец — Владимир Проничев, руководитель Пограничной службы ФСБ России (2003—2013); младшая сестра Елена — генеральный директор Третьяковской галереи. В 2000 году окончила юридический факультет МГУ, в 2011 — факультет искусств МГУ.
Проничева работала юристом в ОАО «Росгосстрах» и ООО «ЮСТ», возглавляла отдел специальных проектов юридического департамента ОАО «Газпром», занималась адвокатской практикой. С 2010 года совместно с юридической фирмой «ЮСТ» участвовала в создании нового юридического направления: правовое сопровождение участников арт-рынка. В марте 2012 года назначена первым заместителем главы Департамента культуры города Москвы Сергея Капкова. Входила в состав рабочей группы по формированию системы «Открытое правительство» и в координационный совет по туризму. Презентовала новый фирменный стиль и логотип московского зоопарка.
С декабря 2013 по март 2014 занималась обновлением музейных фондов и контролем ввоза-вывоза культурных ценностей в должности главы департамента культурного наследия министерства культуры России. Среди прочего курировала создание виртуального Государственного музея нового западного искусства. Этот музей существовал в 1920—1940-х годах, потом его коллекции передали ГМИИ имени А. С. Пушкина.
С апреля 2014 года занимала пост первого заместителя генерального директора ОАО «ВДНХ». Занимаясь «творческим наполнением» пространства. Стартовавшие в апреле 2014 года работы на ВДНХ стали крупнейшим проектом благоустройства общественного пространства в Москве: у выставки появился новый фирменный стиль, навигация, логотип, а территорию увеличили в два раза за счет Ботанического сада и Останкинского парка. В июне 2015 года заняла должность генерального директора АО «ВДНХ». В результате проведенной под её руководством реновации территории ВДНХ были созданы несколько музеев (павильон «Космос», музей славянской письменности «Слово», интерактивный комплекс «Буран»), сформированы фестивальная и образовательная программы.
Правительство Москвы в 2018 году в рамках реорганизации Департамента спорта и туризма города Москвы выделило из него Комитет по туризму города Москвы и 21 сентября 2018 года назначило Екатерину Владимировну Проничеву председателем данного комитета. 30 июня 2022 Сергей Собянин освободил Проничеву от должности председателя комитета по туризму Москвы по собственному желанию.
4 июля 2022 года назначена генеральным директором Владимиро-Суздальского музея-заповедника. Церемония представления нового руководителя коллективу музей прошла в тот же день в Дворцовом зале Палат.

## Награды
- Медаль ордена «За заслуги перед Отечеством» II степени (14 сентября 2020 года) — за достигнутые трудовые успехи и многолетнюю добросовестную работу[12].
- Благодарность Правительства Российской Федерации (25 июня 2025 года) — за большой вклад в подготовку и проведение мероприятий, посвящённых празднованию 1000-летия основания г. Суздаля Владимирской области[13].